# Strävtacca
Strävtacca (Tacca integrifolia) är en art inom familjen taccaväxter från södra och sydöstra Asien och förekommer i bergskogar. Arten odlas ibland som krukväxt i Sverige.
Strävtacca är en städsegrön, flerårig ört med tjock jordstam. Bladen är långskaftade med en bladskivor som är avlångt lansettlika till avlångt ellipriska, 50-55 cm långa och 18,5-21 cm breda, med killik bas och utdraget spetsig spets. Blomstjälken blir cirka 55 cm lång. Högbladen är fyra, de yttre är skaftlösa, smalt pyramidlikt äggrunda, de inre är långskaftade, skedlika och tunna. De är vanligen vita med purpurfärgade linjer vid basen. Hyllet är purpursvart med en kort blompip och sex flikar som sitter i två kransar. Frukten är en sexkantigt bär som blir 4-5 cm långt och 2 cm brett.

## Synonymer
Ataccia aspera (Roxburgh) Kunth
Ataccia cristata (Jack) Kunth
Ataccia integrifolia (Ker Gawler) C.Presl
Ataccia laevis (Roxburgh) Kunth
Ataccia lancifolia (Zoll. & Mor.) Kunth
Tacca aspera Roxburgh
Tacca borneensis Ridl.
Tacca choudhuriana Deb
Tacca cristata Jack
Tacca integrifolia Ker Gawler
Tacca laevis Roxburgh
Tacca lancifolia Zoll. & Mor.
Tacca nivea hort.
Tacca rafflesiana Jack ex Wall.
Tacca sumatrana W.Limpricht